# Saint Young Men
Saint Young Men (☆おにいさん, Seinto Oniisan) is een komische seinen manga van Hikaru Nakamura. Het verhaal volgt Jezus en Boeddha die samen hun vakantie doorbrengen als kamergenoten in Tokio.
De strip wordt maandelijks door Kodansha in het tijdschrift Morning 2 uitgegeven sinds september 2006. Er werden reeds 16 tankōbon uitgegeven. A-1 Pictures verwerkte de reeks tot een OVA en een animefilm. In 2018 werden er ook 10 live-action webafleveringen gemaakt.
Saint Young Men verkocht reeds 16 miljoen volumes in Japan. De strip won de Tezuka Osamu Cultuurprijs in 2009 en werd genomineerd voor prijzen op het Internationaal stripfestival van Angoulême.

## Verhaal
Jezus en Boeddha, de centrale figuren uit het Christendom en het Boeddhisme, delen een appartement in Tachikawa te Tokio. Tijdens hun vakantie op de aarde verbergen ze hun ware identiteit en proberen ze om de hedendaagse Japanse maatschappij te begrijpen. Elk hoofdstuk toont een gebeurtenis uit hun dagelijkse leven.
Jezus wordt uitgebeeld als een gepassioneerd persoon met liefde voor alles en iedereen (zelfs voor shoppen). Boeddha is een kalm, zuinig persoon en houdt van manga. De humor komt meestal voort uit visuele grappen, woordspelingen en grappen die verwijzen naar elementen uit het christendom en het boeddhisme.

## Productie
Voor het begin van Saint Young Men werkte Hikaru Nakamura aan de reeks Arakawa Under the Bridge, welke vanaf 3 december 2004 werd uitgegeven in Square Enix's mangamagazine Young Gangan. Deze strip trok de aandacht van een uitgever van het tijdschrift Weekly Morning, die haar werk aanbood. Nakamura ging in op het aanbod vanwege haar bewondering voor het werk van Kaiji Kawaguchi welke in dit tijdschrift werd gepubliceerd.
De titel van de reeks was geïnspireerd op een lied van Denki Groove en Scha Dara Parr getiteld Saint Ojisan (聖☆おじさん, Seinto Ojisan, letterlijk Saint Old Man).
Nakamura wilde een manga tekenen over een hoofdpersonage met heel veel macht en vond dat een personage van goddelijke aard wel zou passen. Eerst wilde ze een manga over Jezus; later voegde ze Boeddha toe om de humor van het verhaal te bevorderen. Hun tegenovergestelde persoonlijkheden waren geïnspireerd door Nakamura's zus en diens echtgenoot. Ook haalde ze inspiratie voor haar versie van Boeddha bij Osamu Tezuka's Boeddha.
Van 22 september 2011 tot 22 maart 2012 werd de reeks tijdelijk stopgezet vanwege Nakamura's zwangerschapsverlof.

### Vertalingen
Saint Young Men werd vertaald naar verscheidene andere talen, waaronder Chinees (Tong Li Publishing), Frans (Kurokawa), Italiaans (J-Pop) en Spaans (Norma Editorial).
Ed Chavez, een redacteur van de Amerikaanse uitgeverij Vertical Inc, probeerde de licentie voor een Engelse vertaling te verkrijgen. De aanvraag werd echter geweigerd omdat de Japanse licentiehouder vreesde dat het Noord-Amerikaanse publiek de reeks als beledigend zou aanzien.